# Velika Plana
Velika Plana (ćirilično Велика Плана) je grad i središte istoimene općina u Republici Srbiji. Nalazi se u Središnjoj Srbiji i pripada Podunavskom okrugu.

## Zemljopis
Velika Plana se nalazi na lijevoj obali rijeke Velike Morave. Kroz Veliku Planu prolazi autocesta Beograd - Niš kao i željeznička pruga Beograd - Niš - Skoplje.

## Stanovništvo
Prema popisu stanovništva iz 2002. godine u naselju živi 16.210 stanovnika.
| Etnički sastav 2002. |            |        |
| Narod                | Stanovnika | %      |
| Srbi                 | 15.820     | 97,59% |
| Crnogorci            | 71         | 0,43%  |
| Makedonci            | 38         | 0,23%  |
| Hrvati               | 26         | 0,16%  |
| Jugoslaveni          | 26         | 0,16%  |
| Romi                 | 23         | 0,14%  |
| Goranci              | 14         | 0,08%  |
| Mađari               | 11         | 0,06%  |
| Albanci              | 10         | 0,06%  |
| ostali               | 29         | 0,17%  |
| nepoznato            | 54         | 0,33%  |

| broj stanovnika | 7347  | 8343  | 9922  | 12657 | 16175 | 17179 | 16210 |
|                 | 1948. | 1953. | 1961. | 1971. | 1981. | 1991. | 2002. |

## Zanimljivosti
Na rubu grada su tri važna crkvena spomenika: samostan Koporin s početka 15. stoljeća, u kojem je pokopan Despot Stefan Lazarević, sin kneza Lazara koji je poginuo u bitci na Kosovu;  samostan Pokajnica s početka 19. stoljeća, izgrađen kao znak pokajanja od strane ubojice Karađorđa, lidera Prvog srpskog ustanka i osnivača dinastije Karađorđevića, (kraljevske obitelji Srbije, a kasnije Jugoslavije) kao i crkvica koju je sagradio kralj Aleksandar I. Karađorđević točno na mjesto ubojstva njegova pretka.

## Vanjske poveznice
- Velika Plana info  Arhivirana inačica izvorne stranice od 8. kolovoza 2018. (Wayback Machine)
- Karte, položaj, vremenska prognoza grada  Arhivirana inačica izvorne stranice od 1. svibnja 2009. (Wayback Machine)